# Област Иванај
Област Иванај (јап. 岩内郡) Iwanai-gun се налази у субпрефектури Ширибеши, Хокаидо, Јапан. 
2004. године, у области Иванај живело је 22.977 становника и густину насељености од 61,17 становника по км². Укупна површина је 375,60 км².

## Вароши и села
- Иванај
- Кјова